# Rolf Hagel
Rolf Hagel, född 6 oktober 1934 i Fors församling i Älvsborgs län, är en svensk politiker och tidigare partiledare för Arbetarpartiet Kommunisterna (APK), senare Sveriges Kommunistiska Parti (SKP), under åren 1977 till 2002.

## Biografi
Hagel genomgick yrkesskola 1950–1952 och arbetare som elektriker på Eriksbergs Mekaniska Verkstad i Göteborg 1950-1960. Han gick med i Sveriges kommunistiska ungdomsförbund (ungdomsförbundet till dåvarande Sveriges Kommunistiska Parti, SKP) 1948 i samband med Stockholmsappellen mot kärnvapen. Han blev Sveriges bästa namninsamlare i arbetet för appellen och samlade in runt 2000 namn. Han var 1960 till 1964 förbundsordförande i Demokratisk ungdom (SKP:s dåvarande ungdomsförbund). Han var 1966 till 1977 ordförande i Göteborgs kommunistiska arbetarkommun, vilket var Vänsterpartiet Kommunisternas (VPK:s) Göteborgsavdelning efter att SKP 1967 bytte namn till VPK. Hagel satt i kommunfullmäktige i Göteborg 1967–1976.
På VPK:s partikongress 1975 var Hagel motkandidat till Lars Werner, som var valberedningens förslag till partiledare efter C.-H. Hermansson. Hagel var de sovjetvänliga traditionalisternas kandidat. Werner valdes med 162 röster mot 74 röster för Hagel.
Hagel valdes till Riksdagen för VPK 1976. Han lämnade dock VPK 1977 för att grunda Arbetarpartiet Kommunisterna (APK), men behöll sitt riksdagsmandat till 1979. Han var partiledare för APK, efter 1995 SKP, fram till 2002.

### Besök i Nordkorea 1992
Hagel besökte Nordkorea under en veckas tid i augusti 1992, och träffade då även Kim Il-sung. En gemensam kommuniké framhöll att Koreas arbetarparti och APK "lovade högtidligt att stödja och nära samarbeta med varandra". I The Pyongyang Times framgick att Koreas arbetarparti "högeligen prisade APK för dess fasthållande vid tron på socialismen, trots imperialisternas och reaktionärernas antisocialistiska kampanj". APK:s svarshyllning till det koreanska broderpartiet löd:
| ” | APK skattar högt Koreas arbetarpartis kamp för att uppnå en trofast enhet under ledaren, partiet och massorna för att med full kraft befrämja en antropocentrisk socialism under den store Kamrat Kim Il Sungs och den käre ledaren Kamrat Kim Jong Ils ledning. | „ |

### Tillbakablick 2009
Vid Hagels 75-årsdag 2009 intervjuades han i SKP:s tidning Riktpunkt och gav några reflektioner över sitt liv. Han framhöll APK/SKP:s betydelse för att "stärka kommunistiska värderingar, att påverka utvecklingen i arbetarklassens intresse och att hålla borta högerkrafterna från makten". Han beskrev att SKP upprätthållit marxistiska värderingar och att man, angående glasnost och perestrojka i Sovjetunionen, "insett denna kontrarevolutions förödande konsekvenser för socialismens krafter i hela världen".